# Опсада Меца (1552)
Опсаду Меца извршио је Карло V 1552. године током Италијанског рата (1551-1559). Завршена је победом Француза.

## Опсада
У Италијанском рату (1552-1559), Мец је освојио француски краљ Анри II и одбрану поверио Франсоа Гизу који је ојачао тврђавски зид, проширио ровове, уредио платформе за топове, рашчистио предтерен и припремио велике резерве хране и ратног материјала. Топови су постављени и на кровове црквава. Одбрана је појачана за 4500 људи. Царске трупе Карла V га опкољавају 27. октобра. До 11. новембра је пробијено неколико кула, а два дана касније поседнут је и Сен Мартен чиме је град у потпуности опкољен. До 16. децембра браниоци су одолевали опсади и ометали је сталним испадима. Обесхрабрен због великих губитака од глади и болести, Карло се повукао 26. децембра. Споразумом у Като-Камбрезију од 3. априла 1559. године, Мец је припао Француској што је потврђено и Вестфалским миром 1648. године.